# Sentiero Cristallina
Als Sentiero Cristallina wird die Schweizer Wanderroute 59 (eine von 65 regionalen Routen) in den Tessiner Alpen bezeichnet. Sie beginnt in Bignasco und führt in drei Etappen durch das Bavonatal, über den Passo di Cristallina und den Nordhang des Val Bedretto im Kanton Tessin nach Airolo.

## Etappen
1. Bignasco – San Carlo: 13 Kilometer, 840 Höhenmeter auf und 340 Höhenmeter ab, 4 1⁄4 Stunden.
2. San Carlo – Capanna Cristallina: 13 Kilometer, 1750 Höhenmeter auf und 130 Höhenmeter ab, 5 3⁄4 Stunden.
3. Capanna Cristallina – Airolo: 17 Kilometer, 300 Höhenmeter auf und 1750 Höhenmeter ab, 5 Stunden.

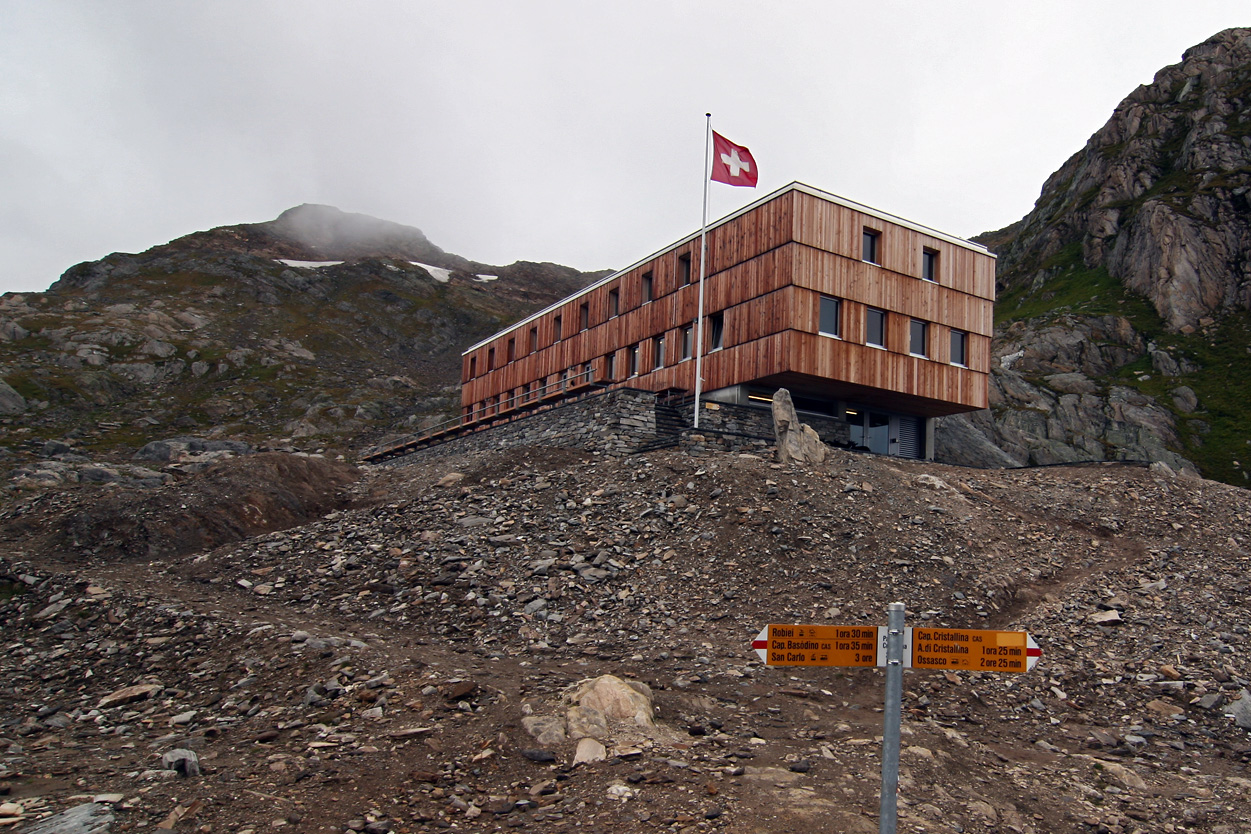
Das Etappenziel, die Capanna Cristallina

Die zweite Etappe führt auch an der Capanna Basòdino vorbei.

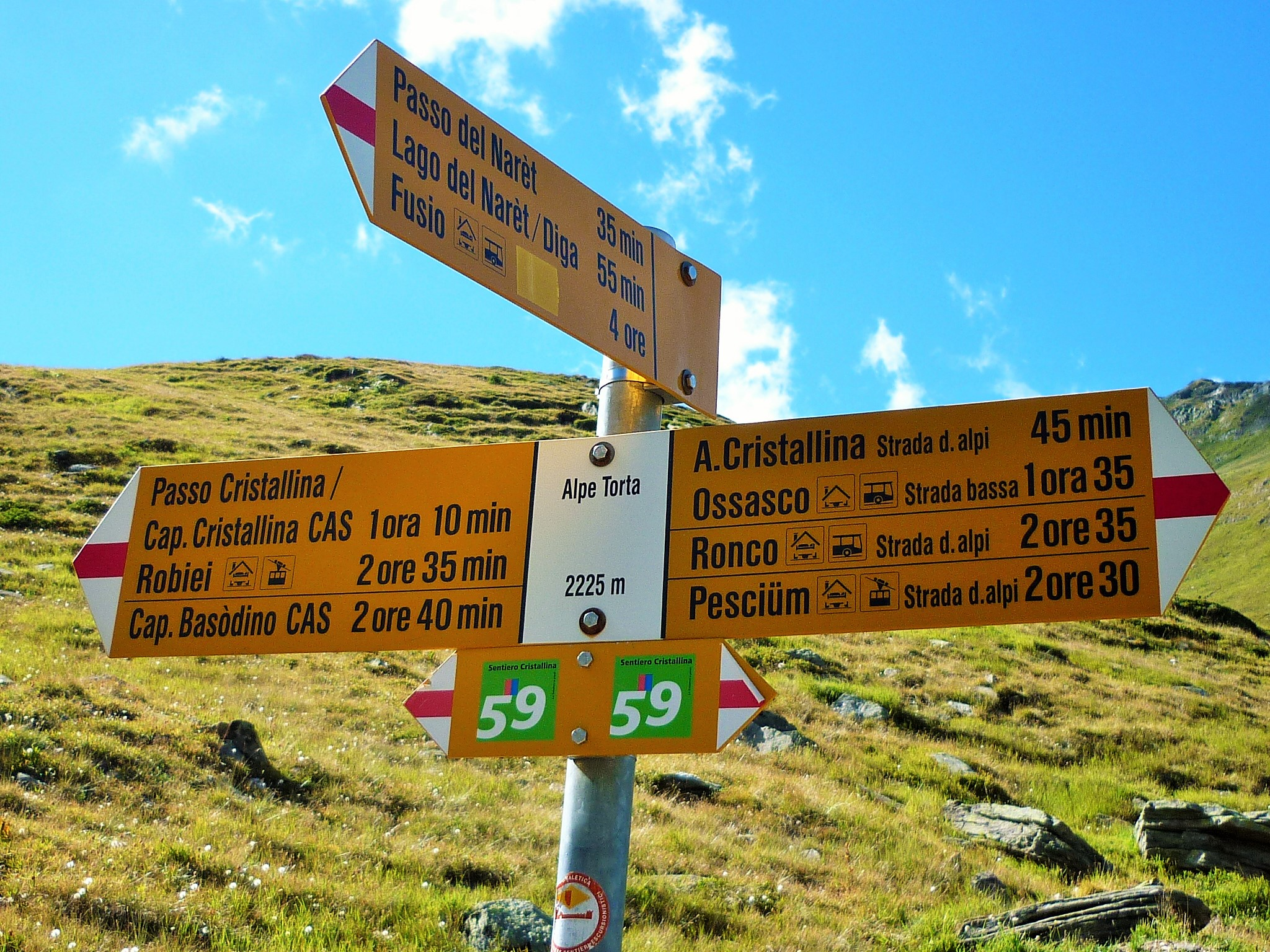
Wegweiser im Val Torta auf der dritten Etappe

## Beleg
1. ↑  Alle regionalen Routen bei «SchweizMobil».